# Remartinia luteipennis
Remartinia luteipennis – gatunek ważki z rodziny żagnicowatych (Aeshnidae). Występuje na terenie Ameryki Północnej, Ameryki Południowej i Ameryki Środkowej.